# Pygommatius anisoramus
Pygommatius anisoramus là một loài ruồi trong họ Asilidae. Pygommatius anisoramus được Scarbrough & Hill miêu tả năm 2000.